# Giovanni Caminita
Giovanni Caminita (Palermo, 29 november 1964) is een Italiaans-Nederlands kok, musicus, presentator en acteur. Als kok en presentator is hij vooral bekend van 24Kitchen, en als bassist heeft hij onder andere Marco Borsato, Wolter Kroes, Henk Westbroek en Treble in zijn portfolio.

## Biografie
Caminita werd geboren op Sicilië. Al op jonge leeftijd kwam hij door zijn vader in aanraking met muziek. Hoewel hij begon als pianist, ontdekte hij op latere leeftijd de basgitaar waar hij vooral hardrock op speelde. Samen met zijn broer maakte hij op latere leeftijd deel uit van de huisband van zijn vaders nachtclub.
Toen op 16-jarige leeftijd de nachtclub sloot, ging de huisband op tour door Europa. Vervolgens bleven zij hangen in Amsterdam. Toen kreeg Caminita een baan als bassist in een café op het Leidseplein in Amsterdam. Later opende zijn vader een pianobar aan het Rembrandtplein. Daar maakte Caminita wederom met zijn broer, deel uit van de huisband als bassist.
Op latere leeftijd werkte hij als assistent van Arnold Mühren, waar hij de toen nog relatief onbekende Marco Borsato leerde kennen. In 2016 gaf hij aan om, na 22 jaar, te stoppen als bassist, bandleider en muzikaal leider van Marco Borsato.
Vanaf jonge leeftijd had Caminita een passie voor koken. Hij is gespecialiseerd in de Italiaanse keuken. Sinds 1 september 2011 presenteert hij de op de Italiaanse keuken gerichte afleveringen van het kookprogramma Grenzeloos Koken van 24Kitchen. Eind 2013 is Caminita's trattoria, onder de naam Casa Caminita, geopend in Ouderkerk aan den IJssel.
Caminita maakte in oktober 2020 zijn acteerdebuut als Marco Marsepein in de speelfilm De Grote Sinterklaasfilm. In de jaren die volgden speelde hij ook Marco Marsepein in diverse vervolgfilms; waaronder De Grote Sinterklaasfilm: Trammelant in Spanje en De Grote Sinterklaasfilm: Gespuis in de speelgoedkluis.

## Filmografie
- 2020: De Grote Sinterklaasfilm, als Marco Marsepein
- 2021: De Grote Sinterklaasfilm: Trammelant in Spanje, als Marco Marsepein
- 2022: De Grote Sinterklaasfilm: Gespuis in de speelgoedkluis, als Marco Marsepein
- 2022: De Kleine Grote Sinterklaasfilm, als Marco Marsepein
- 2023: De Grote Sinterklaasfilm en de strijd om pakjesavond, als Marco Marsepein
- 2024: De Grote Sinterklaasfilm: Stampij in de bakkerij, als Marco Marsepein